# Springfield (Georgia)
Springfield – miasto w Stanach Zjednoczonych, w stanie Georgia, w hrabstwie Effingham.